# Gornjosaski jezik
Gornjosaski jezik (ISO 639-3: sxu; eng. upper saxon), jedan od tri istočna srednjonjemačka jezika, šire srednjonjemačke skupine, kojim govori oko 2 000 000 Sasa (1998 Andreas Thomsen) na području istočne Njemačke u Saskoj i Saskoj-Anhalt, uključujući gradove Dresden, Leipzig, Chemnitz i Halle. U Rudnoj gori na granici Saske i Češke (gdje se nazivaju Krušné hory), govori se dijalektom erzgebirgisch (rudnogorskim).

## Vanjske poveznice
- Ethnologue (14th)